# Museo textil

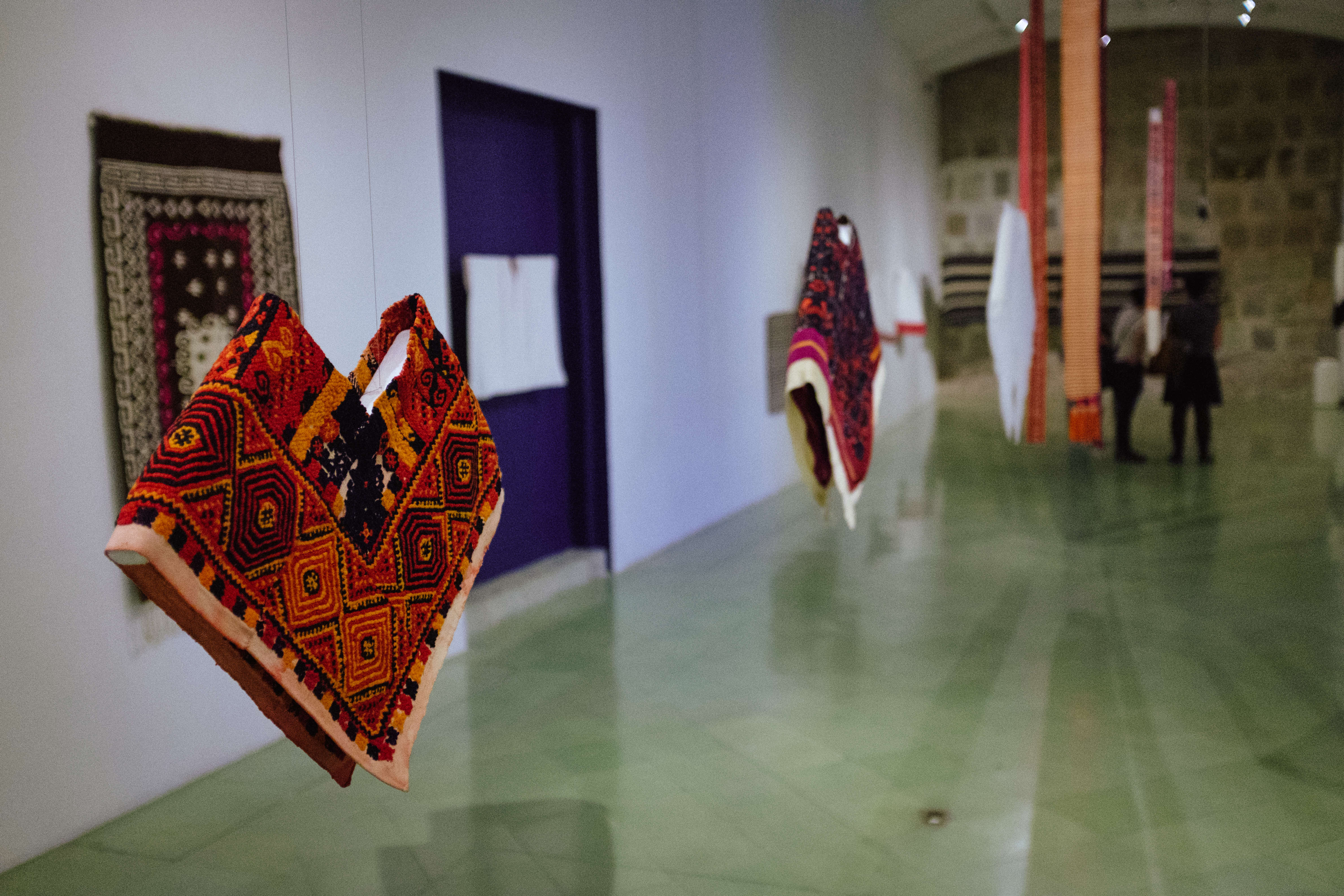
Interior del Museo Textil de Oaxaca (México)

Un museo textil es un museo que se especializa en la exhibición de objetos relacionados con la industria textil. 

## Tipos
Los museos textiles generalmente exhiben sobre la industria y manufactura textil, Otros exhiben sobre la agricultura y el cultivo de materiales textiles como la seda, el algodón y lana, además de exponer el proceso que realizan los gusanos de seda para la producción de los hilos de seda. Otros museos exhiben sobre algunos usos de los textiles, entre los que se incluyen usos funcionales como la ropa y ropa de cama, hasta usos decorativos como alfombras, tapices, quilt, encajes y bordados, así como su uso en la moda. Algunos museos suelen ubicarse en instalaciones que alguna vez fueron fábricas textiles. Además, los museos realizan investigaciones técnicas y visuales de los textiles para su conservación.

## Ejemplos

### Museos textiles
- Museo textil de Bután
- Museo textil kurdo
- Museo Textil y de la Indumentaria
- Museo Textil de la Comunidad Valenciana
- Museo Textil de Oaxaca[2]

### Museos de la seda
- Museo de la Seda (Bsous)
- Museo de la seda de Valencia
- Museo de la Seda (Yokohama)

### Museos del algodón
- Museo del Algodón y Fábricas de San José de Suaita
- Museo del Algodón y Lienzo de la Tierra

### Otros
- Museo de Alfombra de Azerbaiyán
- Museo de Quilt de Nueva Inglaterra